# B.A.P
B.A.P (koreanisch 비에이피, ein Akronym für Best Absolute Perfect) ist eine südkoreanische Boygroup der zweiten K-Pop-Generation, die 2012 von TS Entertainment gegründet wurde. Die Gruppe debütierte offiziell am 26. Januar 2012 mit der Single Warrior. Der offizielle Fanclub-Name der Gruppe lautet Baby.

## Bandgeschichte
Im Januar 2012 wurde die Reality-Show Ta-Dah, It's B.A.P beim koreanischen Sender SBS MTV ausgestrahlt. Die Show arbeitete mit dem Konzept, die B.A.P-Mitglieder seien Außerirdische von einem anderen Planeten, die nun auf der Erde seien, um deren Planeten Mato zu retten. Am 26. Januar 2012 debütierte die Gruppe mit ihrer ersten Single Warrior; am 2. Februar 2012 erschien das gleichnamige Album. Die EP belegte Platz 10 in den Billboard-Welt-Album-Charts. Warrior wurde in Südkorea in zwei Tagen mehr als 10.000 Mal verkauft.
Am 27. April 2012 veröffentlichten sie das Album Power. Kurz nach der Veröffentlichung waren 30.000 Exemplare des Albums ausverkauft. Auch dieses Album erreichte Platz 10 in den Billboard-Welt-Album-Charts. Am 13. Oktober 2012 trat B.A.P erstmals in den USA auf.
Am 2. März 2013 erreichte ihr drittes Album One Shot Platz 1 der Billboard-Welt-Album-Charts. Im selben Monat kündigte B.A.P an, Konzerte in Los Angeles, San Francisco, Washington, D.C. und New York City zu geben. Alle 10.000 Sitzplätze waren innerhalb von einer Stunde ausverkauft.
Im Februar 2016 wurde die fünfte EP namens Carnival veröffentlicht, die sechs Songs enthält. Im März 2016 veröffentlichte B.A.P. ihr erstes japanisches Studioalbum namens Best. Absolute. Perfect. mit dreizehn neuen Liedern. Von April bis Juli gab die Gruppe Konzerte in den USA, Kanada, Mexiko, Italien, Finnland, Deutschland, Polen, Australien, Neuseeland, im Vereinigten Königreich und Russland.
Im August veröffentlichte B.A.P. ihre fünfte Single mit dem Titel Put 'Em Up. Im November wurde das Album Noir mit dem Titelsong Skydive veröffentlicht. Die Gruppe belegte damit erneut die Spitze der Billboard-Welt-Album-Charts. Im März 2017 veröffentlichte B.A.P den Song Rose. Dies war das erste Comeback mit Bang Yong-guk, der für vier Monate lang eine Pause eingelegt hatte.
Am 23. August 2018 gab TS Entertainment bekannt, dass Yongguk sich entschieden habe seinen Vertrag nicht zu verlängern und die Agentur und B.A.P zu verlassen. Die Gruppe wird mit den verbliebenen fünf Mitgliedern weitermachen. Zelo verließ die Gruppe im Dezember 2018. TS Entertainment gab dazu am 24. Dezember bekannt, dass Zelos Vertrag am 2. Dezember ausgelaufen sei und er sich entschieden habe B.A.P und die Agentur zu verlassen.
Am 18. Februar 2019 wurde gemeldet, dass auch die restlichen vier Mitglieder ihre Verträge nicht verlängert und die Agentur verlassen haben. Jongup und Daehyun erklärten noch am gleichen Tag in einem Interview, dass B.A.P nicht aufgelöst sei. Derzeit konzentrieren sich alle Mitglieder auf Soloprojekte und wollen später wieder als Gruppe zusammenarbeiten.

## Mitglieder
| Bild (2017)          | Name          | Geburtsname          | Geburtstag (Alter)    | Geburtsort | Position               |
| -------------------- | ------------- | -------------------- | --------------------- | ---------- | ---------------------- |
|                      | Yongguk 용국  | Bang Yong-guk 방용국 | 31. März 1990 (34)    | Incheon    | Team leader Main Rap   |
|                      | Daehyun 대현  | Jung Dae-hyun 정대현 | 28. Juni 1993 (31)    | Gwangju    | Main Vocal             |
|                      | Youngjae 영재 | Yoo Young-jae 유영재 | 24. Januar 1994 (31)  | Seoul      | Lead Vocal             |
|                      | Jongup 종업   | Moon Jong-up 문종업  | 6. Februar 1995 (30)  | Seoul      | Lead Vocal, Main Dance |
| Ehemalige Mitglieder |               |                      |                       |            |                        |
|                      | Himchan 힘찬  | Kim Him-chan 김힘찬  | 19. April 1990 (34)   | Seoul      | Sub-Vocal, Rap         |
|                      | Zelo 젤로     | Choi Jun-hong 최준홍 | 15. Oktober 1996 (28) | Mokpo      | Lead Dance, Lead Rap   |

## Diskografie
Studioalben

| Jahr                       | Titel Musiklabel                                       | Höchstplatzierung, Gesamtwochen, AuszeichnungChartplatzierungen (Jahr, Titel, Musiklabel, Platzierungen, Wochen, Auszeichnungen, Anmerkungen) | Höchstplatzierung, Gesamtwochen, AuszeichnungChartplatzierungen (Jahr, Titel, Musiklabel, Platzierungen, Wochen, Auszeichnungen, Anmerkungen) | Anmerkungen                                               |
| Jahr                       | Titel Musiklabel                                       | KR | JP | Anmerkungen                                               |
| -------------------------- | ------------------------------------------------------ | --- | --- | --------------------------------------------------------- |
| Südkoreanische Studioalben |                                                        | | |                                                           |
|                            |                                                        | | |                                                           |
| 2014                       | First Sensibility TS Entertainment, LOEN Entertainment | KR1 (19 Wo.)KR | JP16 (1 Wo.)JP | Erstveröffentlichung: 4. Februar 2014 Verkäufe: + 106.190 |
| 2016                       | Noir TS Entertainment, LOEN Entertainment              | KR2 (7 Wo.)KR | JP39 (4 Wo.)JP | Erstveröffentlichung: 7. November 2016 Verkäufe: + 55.904 |
| Japanische Studioalben     |                                                        | | |                                                           |
|                            |                                                        | | |                                                           |
| 2016                       | Best.Absolute.Perfect King Records                     | — | JP4 (3 Wo.)JP | Erstveröffentlichung: 30. März 2016                       |
| 2017                       | Unlimited King Records                                 | — | JP6 (1 Wo.)JP | Erstveröffentlichung: 28. Juni 2017                       |
| 2018                       | Massive King Records                                   | — | JP6 (3 Wo.)JP | Erstveröffentlichung: 28. März 2018                       |
| 2018                       | B.A.P The Best -Japanese Version- King Records         | — | JP12 (1 Wo.)JP | Erstveröffentlichung: 28. November 2018                   |

## Auszeichnungen

### Preisverleihungen (Auswahl)
2012
- Golden Disc Awards – Rookie Award[19]
- Melon Music Awards – Rookie of the Year[20]
- Mnet Asian Music Awards – Mnet PD's Choice Award[21]

2013
- Gaon Chart K-Pop Awards – New Artist of the Year (Male Group)[22]
- Seoul Music Awards – Bonsang Award für One Shot[23]

2014
- MTV Europe Music Award
  - Best Korean Act
  - Best Japan and Korea Act
- Japan Gold Disc Awards[24]
  - Best New Artist
  - Best 3 New Artist

2015
- Gaon Chart K-Pop Awards – Hot Trend Award[25]

2016
- Asia Artist Awards – Best Entertainer Award (Male Group Category)[26]
- MTV Europe Music Awards – Best Korean Act[27]

2017
- Soribada Best K-Music Awards – Bonsang Award[28]

### Musik-Shows
B.A.Ps Siege bei Musik-Shows:
| Jahr | Datum       | Titel        |
| ---- | ----------- | ------------ |
| 2014 | 16. Februar | 1004 (Angel) |

| Jahr | Datum        | Titel              |
| ---- | ------------ | ------------------ |
| 2014 | 14. Februar  | 1004 (Angel)       |
| 2015 | 27. November | Young, Wild & Free |

| Jahr | Datum       | Titel        |
| ---- | ----------- | ------------ |
| 2014 | 12. Februar | 1004 (Angel) |

| Jahr | Datum        | Titel              |
| ---- | ------------ | ------------------ |
| 2015 | 1. Dezember  | Young, Wild & Free |
| 2016 | 8. März      | Feel So Good       |
| 2016 | 22. November | Skydive            |